# Dominic Nyarko Yeboah
Dominic Nyarko Yeboah (ur. 19 grudnia 1953 w Nsuta) – ghański duchowny rzymskokatolicki, od 2008 biskup Techiman.

## Życiorys
Święcenia kapłańskie otrzymał 21 lipca 1990 i został inkardynowany do diecezji Sunyani. Po krótkim stażu wikariuszowskim objął funkcję ojca duchownego niższego seminarium. W latach 1998–2004 ponownie pracował w duszpasterstwie parafialnym, a następnie podjął studia w Nowym Jorku.
28 grudnia 2007 został mianowany biskupem nowo utworzonej diecezji Techiman. Sakry biskupiej udzielił mu 29 marca 2008 kard. Peter Turkson.